# Ércio
Ércio Ramos dos Santos, mais conhecido como Ércio (São Luís, 8 de junho de 1939 — Belém, 26 de setembro de 2021), foi um advogado e ex-futebolista brasileiro que jogava como ponta-esquerda. É o oitavo maior artilheiro do Paysandu Sport Club, com 104 gols. Foi revelado pelas categorias de base do clube no fim da década de 1950 e o defendeu ativamente ao longo da década seguinte. Um de seus gols foi marcado na célebre vitória alviazul por 3-0 sobre o Peñarol, em 1965. Ao fim da carreira, foi campeão paraense também pela Tuna Luso. Era apelidado de "O Motorzinho da Curuzu".
Aposentou-se do futebol aos 31 anos, para dedicar-se à universidade. Foi aprovado no vestibular para o curso de Direito, em 1972, e em concurso público para o cargo de procurador autárquico da Universidade Federal do Pará em 1981, tendo exercido a advocacia até 1995.
Nos últimos anos, era um dos "beneméritos atletas" do Conselho Deliberativo do Paysandu. Em 2010, foi escolhido para o trio ofensivo do time dos sonhos do "Papão", em votação promovida por colégio eleitoral de cem pessoas.

## Carreira

### Início
Começou a jogar futebol pela equipe do Colégio Marista Nossa Senhora de Nazaré, onde estudava. Outro integrante do time era seu irmão Osvaldino, que também praticava o esporte nas categorias de base do Paysandu, levando Ércio consigo para lá em 1954. Ércio começou a destacar-se na base a partir de 1956, sendo campeão estadual juvenil e artilheiro da competição, com 20 gols. Era centroavante e repetiu o título juvenil nos dois anos seguintes, em meio a um heptacampeonato acumulado na categoria pelo clube em 1961.
Na base, Ércio era apelidado de Quarentinha, em referência a Quarenta, ídolo que defendera o clube entre as décadas de 1920 e 1940, sendo o terceiro maior artilheiro da história alviazul - e pai do Quarentinha mais famoso nacionalmente, a iniciar a carreira na mesma equipe no início da década de 1950 antes de converter-se no maior artilheiro do Botafogo. Em 1956, o clube promoveu a estreia de outro Quarentinha no time principal, o meia de nome Paulo Benedito dos Santos Braga, que viria a se tornar o maior ídolo e campeão pelo Paysandu. Paulo Braga já estava consolidado em 1959, ano em que Ércio subiu ao time principal, diretamente dos juvenis, sem passar pela equipe intermediária dos aspirantes. Assim, Ércio passou a ser referido pelo próprio nome.
Em seu primeiro ano entre os adultos, Ércio marcou nove gols pelo estadual daquele ano, o primeiro deles já na primeira rodada, em vitória de 6-3 sobre o Belenenses. Na quarta, marcou duas em vitória de 4-0 sobre o Pinheirense. Destacou-se sobretudo na vitória de 5-1 sobre o Júlio César, na primeira rodada do terceiro turno, quando marcou três vezes. A conquista teve ainda outro sabor adicional de igualar Paysandu e o rival Remo como maiores campeões estaduais, com ambos tendo 19 taças. Naquele ano, Ércio destacou-se também pelo gol do empate em 1-1 em amistoso contra o celebrado Botafogo de Garrincha. Também marcou pela primeira vez no clássico Re-Pa, em amistoso pelo festival azulino. Foi o primeiro em vitória por 2-1 dentro do estádio rival.

### Primeiro tricampeonato
O Remo, inicialmente, retomou a vantagem de maior campeão estadual isolado, ganhando o estadual de 1960. E o Paysandu imediatamente voltou a se igualar, em 1961. A campanha, porém, começou acidentada, em empate em 1-1 com o modesto Belenenses e derrotas para o União Esportiva (4-3) e Júlio César (1-0), tudo no estádio da Curuzu. Também perdeu em casa o Re-Pa por 2-0, resultado que deu ao Remo o título do turno inicial. A reação da diretoria aos protestos da torcida foi criar um departamento autônomo ao futebol, gerido pelo industrial Nelson Souza Rosa, que, investindo alto, contratou Gentil Cardoso como treinador. A mudança funcionou e Ércio terminou personificando a conquista, ao marcar o único gol do Re-Pa decisivo, no estádio da Tuna Luso, realizado já em 8 de abril de 1962. O lance ficou famoso: o goleiro azulino Edgar agachou-se para agarrar um chute que Ércio desferiu de longa distância. Mas a bola desviou no chamado "montinho artilheiro" e enganou o adversário.
Gentil Cardoso foi mantido para o ano seguinte, assim como a equipe-base, com o novo título em 1962 vindo sem maiores dificuldades. O clube, ali, também superou o Remo em número de títulos. Também em 1962, em dezembro, Ércio estreou pela seleção paraense, em polêmica: foi em excursão à Guiana Neerlandesa. Os surinameses notaram que estavam enfrentando uma seleção B, embora houvessem contratado jogos contra a seleção principal, deixando então de promover por longos anos intercâmbios com o futebol paraense. Ércio marcou um gol, em derrota de 4-1 para o Transvaal.
No mesmo mês, Ércio apareceu no time principal da seleção, marcando de pênalti o gol do empate em 1-1 com o Maranhão pelo Campeonato Brasileiro de Seleções Estaduais, resultado que deu o simbólico título de Campeão do Norte ao adversário. Foi o último jogo da seleção do Pará até o ano de 1971. Apesar do insucesso, ele em 2018 demonstrou orgulho pela passagem pela seleção, declarando que o ano de 1962 foi o mais inesquecível da carreira, entrelaçado a fatores pessoais:
| “ | "Em 1962, fui chamado para jogar pela Seleção Paraense no campeonato brasileiro de seleções e conheci o técnico Gentil Cardoso, um dos melhores com quem trabalhei. Não fomos tão bem, mas já tinha sido uma honra representar meu Estado. Depois, voltamos para o Paysandu e conquistamos o bicampeonato no dia 30 de dezembro. No dia seguinte, casei com a Maria Luísa e construímos nossa família. Foi tanta festa que à meia-noite ainda tinha gente aqui em casa para comemorar". | ” |

Em paralelo, um tricampeonato estadual com o Paysandu veio em 1963 com a única turbulência ocorrendo em uma goleada sofrida de 7-1 para a Tuna, já na rodada inicial do terceiro turno. Já no Re-Pa, Ércio marcou, de pênalti, o gol da vitória.

### Vencendo o Peñarol

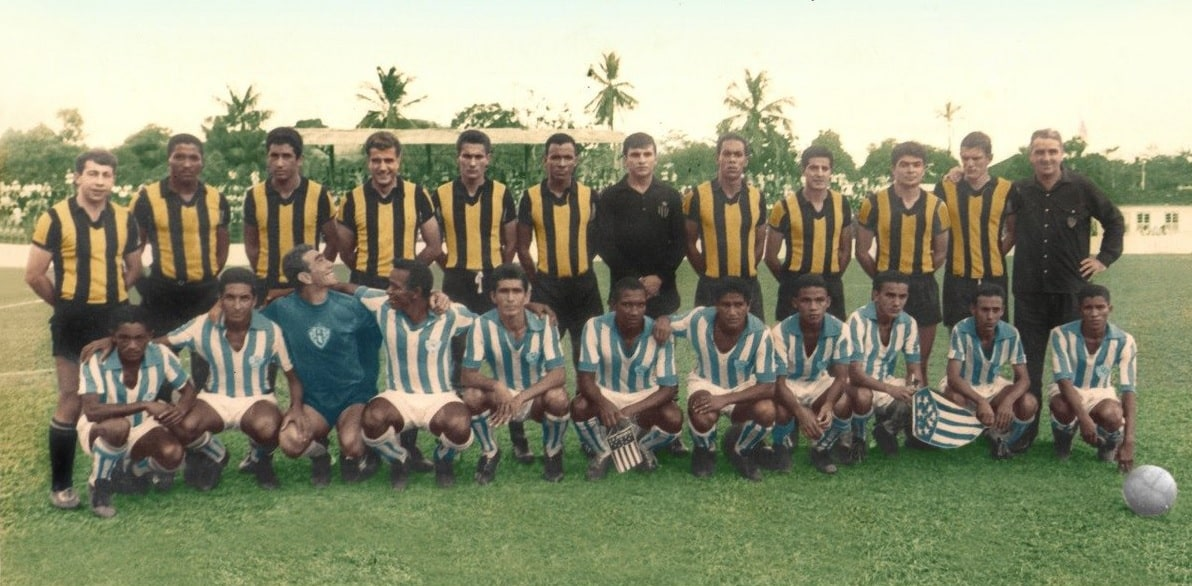
O Paysandu posando juntamente com o Peñarol. Ércio é o sétimo agachado.

O Remo voltou a ganhar o título em 1964, embora tenha perdido um dos Re-Pas por 2-1, com Ércio marcando um dos gols - o resultado deu o título do primeiro turno à Tuna Luso. Antes naquele ano, ele já havia marcado em outros clássicos, em vitórias amistosas por 5-3 e 4-1 na Curuzu, com a torcida alviazul gritando "olé" na segunda.  Mas o Paysandu reagiu com um novo tricampeonato entre 1965 e 1967.
Em 1965, além de um título estadual fácil, com dez vitórias em doze jogos garantido em uma data festiva em 22 de novembro no qual o Paysandu conseguiu também títulos estaduais nas categorias juvenil e aspirante, outros momentos destacados ocorreram. O clube contratou o renomado goleiro Castilho, participante de quatro Copas do Mundo e vencedor de duas. E, com Ércio presente, ganhou o título invicto em torneio internacional que reuniu Fast, Fortaleza e Transvaal.
Mas mais marcante ainda foi a vitória por 3-0 sobre o Peñarol, equipe das mais poderosas mundialmente na época  e que mantinha uma invencibilidade de treze partidas, com recentes vitórias contra brasileiros naquele ano sobre Santos (3-2, após derrota de 5-4, e 2-1, todos pela Taça Libertadores da América de 1965) e Fluminense (3-1 em amistoso no Maracanã). E foi Ércio quem abriu o placar. Foi aos 18 minutos do primeiro tempo: após receber de Carlinhos, driblou Pablo Forlán e, na entrada da área, arriscou um chute no ângulo ao notar ligeiramente aditando o goleiro Ladislao Mazurkiewicz,  que não viu onde a bola entrou. A vitória sobre os uruguaios rendeu crônica de Nelson Rodrigues no jornal O Globo, na época. Três dias mais tarde, Ércio figurou em novo bom resultado contra os uruguaios, que só aos 42 minutos do segundo tempo conseguiram empatar em 1-1 contra um combinado entre Paysandu e Tuna.
O título estadual de 1966 teve o sabor extra de ocorrer no ano em que se celebravam os 350 anos da cidade de Belém,  o que motivou também um torneio municipal, igualmente vencido por Ércio e o Paysandu, de forma invicta. O Estadual também veio de forma invicta, embora Ércio já não estivesse na titularidade, revezada sobretudo entre Vadeco e Garcia.

### O segundo tricampeonato
Ércio também esteve em outra vitória no Re-Pa, um 2-0 em amistoso na casa adversária assegurado a despeito disso e do rival, que celebrava 60º aniversário, contar especialmente para a ocasião com o celebrado Nilton Santos. Em 1967, o clube excursionou de forma invicta pelas Guianas e pelo Caribe, chegando a ganhar duas vezes da seleção de Trinidad e Tobago (2-1 e 1-0). E conquistou novo título estadual de forma das mais lembradas, após seis Re-Pas seguidos em um espaço de 26 dias: o segundo turno terminou empatado entre os dois rivais, forçando jogo-extras. O primeiro terminou empatado e o segundo foi vencido pelo Remo. Como os alvicelestes haviam vencido o primeiro turno, fez-se necessário mais jogos. Os dois primeiros terminaram empatados, com a vitória bicolor por 2-0 no terceiro enfim finalizando o campeonato. Ércio voltou à titularidade e marcou o segundo gol na vitória por 2-0 no último desses clássicos, garantindo o título histórico.
O tricampeonato acumulou ao todo 36 vitórias do Paysandu em 47 jogos, com apenas três derrotas. O disputadíssimo torneio de 1967 também foi disputado em contratações de treinadores: o ex-goleiro Castilho agora treinava o ex-clube enquanto o Remo era treinado por outro ex-craque, Zizinho. Aquele foi precisamente o ano que mais teve Re-Pas, dezessete, em média um a cada vinte dias. Em 1968, o tetracampeonato estadual não veio, mas Ércio e o Paysandu destacaram-se pela vitória de 1-0, no estádio da Curuzu, sobre a seleção romena, uma das mais fortes da Europa na época e que se classificaria à Copa do Mundo FIFA de 1970. Ércio também teve a felicidade de marcar um gol no lendário goleiro Gilmar, em derrota amistosa por 3-1 para o Santos de Pelé. Ele também marcou em vitória por 2-1 em Re-Pa válido por quadrangular envolvendo também a Tuna Luso e a seleção brasileira olímpica. O jogo ocorreu em 5 de setembro no estádio rival.
Novo título estadual veio em 1969, mas sem Ércio na titularidade. Seu posto foi ocupado por Da Silva e o ídolo entrou em atrito com o treinador, o ex-goleiro Castilho; Ércio jogou somente até o fim do primeiro turno. Deixou ao todo 104 gols, se constituindo no oitavo maior artilheiro alviazul. Dentre os últimos gols, um em vitória de 4-0 em um Re-Pa amistoso realizado na Curuzu em 30 de abril daquele ano. Aquele resultado igualou Paysandu e Remo em número de vitórias no clássico, com cada um acumulando 139 triunfos. Foi a última vez que Ércio, como jogador o Paysandu, enfrentou o arquirrival.

### Na Tuna Luso
Ainda em 1969, Ércio reforçou a Tuna Luso no segundo semestre, na disputa do Torneio Norte-Nordeste daquele ano. Os cruzmaltinos não eram campeões estaduais desde 1958, um ano antes da estreia adulta do jogador . No campeonato de 1970, Ércio revezou-se com Gonzaga na campanha que encerrou o jejum tunante. O veterano marcou três gols, o suficiente para ser o terceiro artilheiro dos campeões, ao lado do próprio Gonzaga.
Os gols de Ércio vieram em jogos seguidos, da terceira à quinta rodada, e o último deles foi em vitória por 4-1 no clássico com o Remo. O torneio prolongou-se até o ano seguinte. Uma vez campeão, o ponta decidiu parar de jogar, irritado ao saber por terceiros que o treinador Aloísio Brasil recomendara a não-renovação de contrato do reforço, julgado como velho aos 31 anos.

## Após parar
Ércio possuía o segundo grau completo e em 1972 foi aprovado no vestibular no curso de direito, onde formou-se. Em 1981, foi aprovado também em concurso para o cargo de procurador da Universidade Federal do Pará, onde trabalhou até 1995.
É filiado ao PDT desde 1981.
Em 2010, ele e seus antigos colegas Bené e Robilotta foram eleitos para o trio de ataque ideal do Paysandu, em um time dos sonhos escolhido por um colégio eleitoral de cem pessoas.
Em 2018, comentou: "parei (de jogar) porque eu queria estudar e assim o fiz. Em 1972, passei no vestibular e me tornei um advogado. Hoje também sou aposentado da advocacia. Larguei em 1995! Posso dizer que sou realizado por ter exercido minhas duas paixões". Atualmente, tem sete filhos, quatro deles adotivos, além de dezessete netos e cinco bisnetos, além de ser um dos beneméritos atletas do Conselho Deliberativo do Paysandu.

## Morte
Ércio Ramos estava hospitalizado em Belém, para realizar um procedimento de uma prótese no fêmur. Porém, morreu em 26 de setembro de 2021, em decorrência de complicações provocadas por um acidente vascular cerebral.

## Títulos
Paysandu
- Campeonato Paraense de Futebol: 1959, 1961, 1962, 1963, 1965, 1966, 1967 e 1969

Tuna Luso
- Campeonato Paraense de Futebol: 1970